# دولت سایه (توهم توطئه)

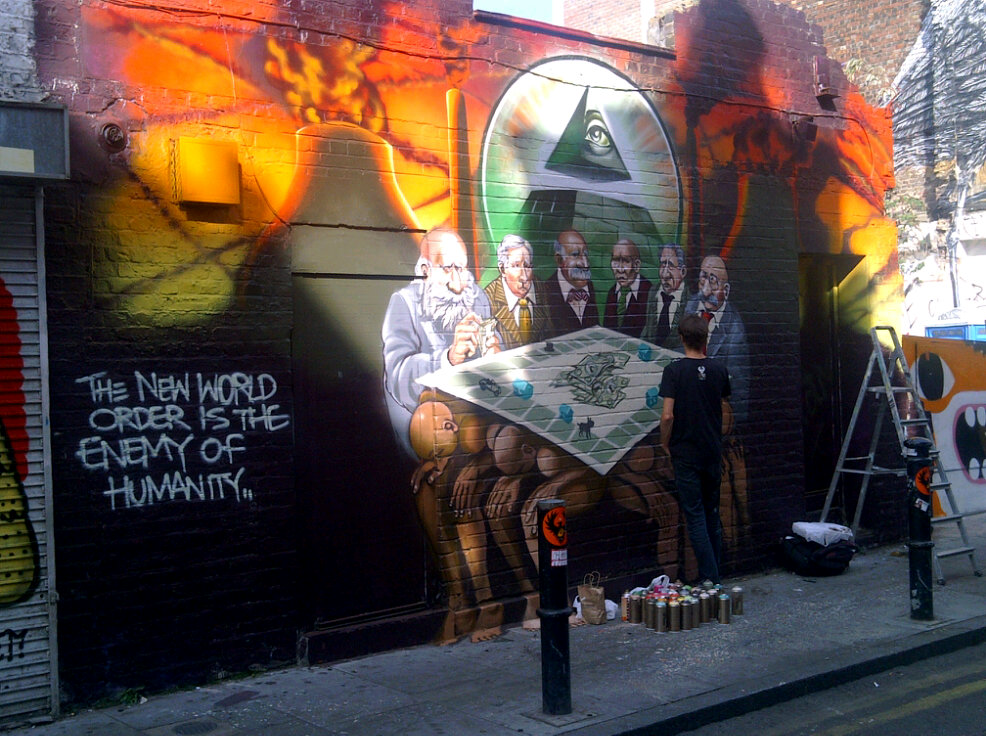
دیوار نگاره ای در رابطه با دولت سایه (توهم توطئه)

دولت سایه افزون‌بر معنای متداولی که در سیاست دارد* به این معنا است که قدرت واقعی سیاسی در دست دولت‌های منتخب مردم نیست بلکه نزد افرادی است که در پس صحنه در حال دیکته کردن نظرات خود هستند، و هیچ نهاد مردم‌سالاری توانایی بررسی و ارزیابی فعالیت‌های این افراد را ندارد؛ بنابراین باور، دولت‌های منتخب تابع دولت‌های سایه که صاحب قدرت حقیقی می‌باشند، هستند.

## تاریخچه
ادبیات توطئه آلوده به وجود دولتی مخفی که قدرت واقعی نزد آن است و در پس دولت‌های ظاهری فعالیت می‌کنند اشاره می‌کند. چنین مثال‌هایی را می‌توان در آثار دن سموت، ویلیام گای کار، جیم مارس، کرول کوگلی، گری آلن، دس گریفین، دیوید ایسکه، مایکل هافمن، و جان کلمن یافت. برخی از این نویسندگان بر این باور هستند که که اعضای دولت سایه ممکن است برای سازمان‌های چاتم‌هاوس، سیا، گروه بیلدربرگ، سازمان اطلاعات مخفی بریتانیا کار کنند یا خود را نمایندگان آن‌ها معرفی کنند و از این طریق با بانک‌های بین‌المللی و نهادهای مالی مانند بانک تسویه حساب‌های بین‌المللی و بانک جهانی همکاری کنند. سریال پرونده‌های اکس به شناخته تر شدن این نظریه کمک کرد.
میلتون ویلیام کوپر ادعا کرد که دولت سایه با موجودات فضایی همکاری می‌کند. کتاب او که در سال ۱۹۹۱ به چاپ رسید، در حلقه‌های باورمند به بشقاب پرنده‌ها تأثیرگذار بود. این کتاب ادعا می‌کند فعالیت‌های دولت سری جهانی و کارهای مخفیانهٔ دیگری که انجام می‌دهند با اعلان جنگ ایلومیناتی علیه مردم آمریکا مرتبط است. کوپر مدعی است زمانی که در نیروی دریایی آمریکا بود است مدارکی مبنی بر داد و ستد دولت با موجودات فضایی را مشاهده کرده است. او دوایت آیزنهاور را به مذاکره با موجودات فضایی در سال ۱۹۵۴ و تشکیل حلقه‌ای مخفی از ایلومیناتی برای تنظیم روابط با موجودات فضایی و مخفی نگه داشتن آن‌ها از مردم متهم کرد. کوپر بر این باور است که موجودات فضایی از طریق جوامع سری، مذهبی، جوادو، و فرقه‌ها بر انسان‌ها حکومت می‌کنند و حتی ایلومیناتی‌ها نیز ندانسته توسط آن‌ها مورد بهره‌کشی قرار می‌گیرند.
از نظر کوپر، ایلومیناتی یک نهاد بین‌المللی است که توسط گروه بیلدربرگ کنترل می‌شود، و با فراماسونری، محفل مخفی جمجمه و استخوان و دیگر نهادهای سری همکاری می‌کنند. هدف نهایی آن‌ها، از نظر کوپر، برقراری نظم نوین جهانی است. از نظر او، پرتاب شدن جیمز فارسیتال از پنجرهٔ طبقهٔ شانزدهم بیمارستان از جمله کارهای دولت سایه بوده است.
بنجامین دیزرائیلی در داستان خود کونینگزبی می‌نویسد که جهان توسط افرادی بسیار متفاوت از آنچه تصور می‌شود اداره می‌شود.